# Spoorlijn Neuville-de-Poitou - Bressuire
De spoorlijn Neuville-de-Poitou - Bressuire is een gedeeltelijk opgebroken Franse spoorlijn van Neuville-de-Poitou naar Bressuire. De totale lijn was 71,5 km lang en heeft als lijnnummer 524 000.

## Geschiedenis
De lijn werd in gedeeltes geopend door de Administration des chemins de fer de l'État, van Neuville-de-Poitou naar Parthenay op 19 maart 1883 en van Parthenay naar Bressuire op 5 juni 1887. 
Personenvervoer werd opgeheven op 1 februari 1940 en tussen Parthenay en  Bressuire weer ingevoerd op 6 oktober 1940. Op 11 november 1943 werd de treindienst tussen Neuville-de-Poitou en Parthenay ook weer hersteld. Tot 30 mei 1976 was er personenvervoer tussen Parthenay en Bressuire. Tussen Neuville-de-Poitou en Parthenay werd het personenvervoer opgeheven op 28 september 1980. 
Goederenvervoer was er tot 30 mei 1976 tussen Parthenay en Fénery en tot 1 april 1984 tussen Fénery en Bressuire. Tussen Chalandray en Parthenay werd het goederenvervoer opgeheven in september 1992. 

## Aansluitingen
In de volgende plaatsen is of was er een aansluiting op de volgende spoorlijnen:
Neuville-de-Poitou
RFN 574 000, spoorlijn tussen Poitiers en Arçay
Parthenay
RFN 500 000, spoorlijn tussen Chartres en Bordeaux-Saint-Jean
Bressuire
RFN 523 000, spoorlijn tussen La Possonnière en Niort
RFN 525 000, spoorlijn tussen Les Sables-d'Olonne en Tours